# Yuka Sato (triathlon)
Pour les articles homonymes, voir Sato et Yuka Sato.
Yuka Sato (佐藤 優香, Sato Yuka), née le 28 novembre 1992 à Sakura (Chiba), est une triathlète japonaise, double championne du Japon (2014 et 2017). Olympienne, elle représente son pays lors des Jeux olympiques d'été de 2016 à Rio de Janeiro

## Biographie
En remportant l'épreuve féminine de triathlon, Yuka Sato devient la première championne de l'histoire des Jeux olympiques de la jeunesse en l'an 2010.

## Palmarès
Le tableau présente les résultats les plus significatifs (podium) obtenus sur le circuit national et international de triathlon depuis 2010,.
| Année | Compétition                                  | Pays         | Position          | Temps           |
| ----- | -------------------------------------------- | ------------ | ----------------- | --------------- |
| 2017  | Championnat du Japon                         | Japon        | Médaille d'or     | 1 h 59 min 58 s |
| 2015  | Coupe d'Asie - l'étape sprint de Osaka       | Japon        | Médaille d'or     | 1 h 9 min 6 s   |
| 2015  | Coupe du monde - l'étape sprint de Tongyeong | Corée du Sud | Médaille d'or     | 2 h 0 min 52 s  |
| 2014  | Coupe d'Asie - l'étape de Gamagori           | Japon        | Médaille d'or     | 2 h 7 min 35 s  |
| 2014  | Championnat du Japon                         | Japon        | Médaille d'or     | 1 h 58 min 59 s |
| 2013  | Championnat d'Asie                           | Japon        | Médaille d'argent | 2 h 16 min 36 s |
| 2013  | Coupe du monde - l'étape d'Ishigahi          | Japon        | Médaille d'argent | 2 h 6 min 23 s  |
| 2012  | Championnat d'Asie                           | Japon        | Médaille d'argent | 1 h 49 min 6 s  |
| 2011  | Coupe d'Asie - l'étape de Sanshui            | Chine        | Médaille d'or     | 2 h 3 min 47 s  |
| 2011  | Coupe pan-américaine - l'étape de Salinas    | Équateur     | Médaille d'or     | 1 h 56 min 35 s |
| 2010  | Coupe d'Asie - l'étape de Sendai Bay         | Japon        | Médaille d'or     | 2 h 4 min 19 s  |
| 2010  | Coupe d'Asie - l'étape de Amakusa            | Japon        | Médaille d'or     | 2 h 0 min 46 s  |

| Édition             | Position | Temps         |
| ------------------- | -------- | ------------- |
| Rio de Janeiro 2016 | 15e      | 2 h 0 min 1 s |